# Георг фон Валдбург-Цайл (1867–1918)
Мария Фридрих Георг Максимилиан Вунибалд Пиус Петрус Канисиус фон Валдбург-Цайл-Траухбург (на немски: Georg von Waldburg zu Zeil und Trauchburg; Maria Friedrich Georg Maximilian Wunibald Pius Petrus Canisius; * 29 май 1867, дворец Цайл в Цайл ам Майн; † 2 септември 1918, битка при Хотес-Алаинес, кантон Перон, Франция) е имперски наследствен трухсес, 5. княз на Валдбург-Цайл-Траухбург, член на Първата камера във Вюртемберг и Бавария, кралски вюртембергски майор „а ла суите“.

## Биография
Той е син на 4. княз Вилхелм фон Валдбург-Цайл (1835 – 1906) и съпругата му графиня Мария Йозефа фон Валдбург-Волфег-Валдзее (1840 – 1885), дъщеря на 2. княз Фридрих Карл Йозеф фон Валдбург-Волфег-Валдзее (1808 – 1871) и графиня Елизабет фон Кьонигсег-Аулендорф (1812 – 1886). Баща му Вилхелм фон Валдбург-Цайл се жени втори път на 23 май 1889 г. в Брегенц, Австрия, за принцеса Мария Георгина фон Турн и Таксис (1857 – 1909).
След гимназията във Фелдкирх следва в университетите в Лайпциг и Мюнхен. През 1893 г. започва кариера във Вюртембергската войска. Участва в Първата световна война и на 30 август 1915 г. става майор. Той получава двете класи на железния кръст. За успехите си на 27 септември 1915 г. получава рицарски кръст на военния орден.
Георг фон Валдбург-Цайл-Траухбург е убит на 51 години в битка на 2 септември 1918 г. при Хотес-Алаинес северно от Перон, Франция.

## Фамилия
Георг фон Валдбург-Цайл се жени на 8 май 1897 г. във Виена за алтграфиня Мария Тереза фон Залм-Райфершайт-Райц (* 31 октомври 1869, Флоренция, Италия; † 27 август 1930, Оберау при Ванген), дъщеря на алтграф Ерих Адолф Карл Георг Леодгар фон Залм-Райфершайт-Райц (1836 – 1884) и графиня Дона Мария дел Пилар Алварез де Толедо (1843 – 1893). Те имат шест деца:
- Мария Еберхард Вилхелм Мария Вилибалд Йозеф Антон Лудвиг (* 10 февруари 1898, Щутгарт; † 20 ноември 1916, убит в Румъния), наследствен граф на Валдбург-Цайл-Траухбург
- Мария Ерих Август Вунибалд Антон Йозеф Райнхард (* 21 август 1899, Щутгарт; † 24 май 1953, Лойткирх), имперски наследствен трухсес, 6. княз на Валдбург-Цайл-Траухбург, рицар на австрийския орден на Златното руно, женен в Клайнхойбах (цив) на 5 април 1926 г., (рел) на 6 април 1926 г. за принцеса Моника фон Льовенщайн-Вертхайм-Розенберг (* 25 февруари 1905, Клайнхойбах; † 28 декември 1992, Нойтраухбург)
- Мария Терезия Валбурга Антония Йозефа Фелицитас (* 18 октомври 1901, Нойтраухбург; † 17 юли 1967, Мюнхен), омъжена в дворец Цайл на 28 юли 1926 г. за ерцхерцог Теодор Салватор Австрийски-Тоскана (* 9 октомври 1899; † 8 април 1978), син на ерцхерцог Франц Салватор Австрийски-Тоскана (1866 – 1939) и ерцхерцогиня Мария Валерия Австрийска (1868 – 1924), дъщеря на император Франц Йосиф I Австрийски (1830 – 1916) и Сиси Баварска (1837 – 1898)
- Мария Лудовика Лудвига Валбурга Ремигия Антония (* 22 октомври 1902, Нойутраухбург; † 14 август 1991, Минстер, Кент), хорфрау (Фрау Валбурга) в бенедиктинското абатство Ст. Валбург в Айхщет, приорес на абатство Ст. Милдред в Рамсгате
- Мария Константин Фридрих Георг Вунибалд Вилхелм Йозеф Антон Константин (* 15 март 1909, дворец Цайл; † 27 февруари 1972), граф на Валдбург-Цайл-Траухбург, женен на 14 август 1951 г. в Нимфенбург за принцеса Елеонора Мария Йозефа Габриела Баварска (* 11 септември 1918; † 2009), внучка на крал Лудвиг III Баварски, дъщеря на принц Франц Мария Луитполд Баварски (1875 – 1957) и принцеса Изабела Антония фон Крой (1890 – 1982)
- Мария Габриела Анна Георгина Валбурга Антония Йозефа фон Валдбург-Цайл-Траухбург (* 26 април 1910, дворец Цайл; † 6 април 2005, дворец Лихтенщайн), омъжена на 20 юни 1940 г. в Цайл за Карл Геро Албрех Йозеф Вилхелм Антон Мария фон Урах (* 19 август 1899, дворец Лихтенщайн; † 15 август 1981, Лихтенщайн), 3. херцог на Урах, граф на Вюртемберг, шеф на рода, син на херцог Вилхелм Карл фон Урах (1864 – 1928) и херцогиня Амалия Баварска (1865 – 1912)